# Lac d’Arsine
Lac d’Arsine (pol. Jezioro Arsine) – jezioro we francuskich Alpach Delfinackich, w górskiej grupie Écrins. Aktualnie są to w rzeczywistości dwa podłużne, położone obok siebie i połączone ze sobą zbiorniki wodne. Lac d’Arsine jest młodym jeziorem lodowcowym. Jest jeziorem proglacjalnym, zasilanym głównie przez wody wypływające z lodowca Arsine.

## Położenie
Jezioro znajduje się w północno-wschodniej części grupy górskiej Écrins, praktycznie na wododziałowym grzbiecie, łączącym masyw Combeynot przez przełęcz Arsine (2348 m n.p.m.) z główną częścią grupy, ok. 600 m na południowy wschód od siodła przełęczy. Leży tuż przed czołem lodowca Arsine, u wylotu wielkiego cyrku lodowcowego, ograniczonego od wschodu masywem Montagne des Agneaux, a od zachodu szczytem Pic de Neige Cordier. Jego lustro wody leży obecnie na wysokości ok. 2450 m n.p.m.

## Historia
Jak większość lodowców alpejskich lodowiec Arsine jest obecnie w fazie regresji. W następstwie tego zjawiska w zagłębieniu przed masywną moreną czołową, wyznaczającą maksymalny zasięg lodowca z połowy XIX w. (koniec tzw. małej epoki lodowej), w latach 40. XX w. (inne źródła podają szerszy okres 1929 – 1952) po prawej stronie końcowej części jęzora lodowcowego zaczęło formować się jezioro.
W 1952 r. jezioro miało kształt zbliżony do okręgu i powierzchnię 0,7 ha. W połowie lat 60. XX w. miało już kształt wydłużony, jego długość wynosiła ok. 300 m, maksymalna szerokość 100 m. W miarę recesji lodowca powierzchnia jeziora szybko rosła. W 1969 r. wynosiła już 3,3 ha, a w lipcu 1985 r. – 5,9 ha. Ilość zgromadzonej w nim wody szacowano na ok. 800 tys. m³.
Jezioro Arsine zostało uznane za zagrożone w dużym stopniu przez gwałtowne osunięcia się do jego toni materiału skalnego zalegającego na zboczach cyrku lodowcowego lodowca Arsine bądź też fragmentów samego lodowca. Zdarzenie takie najprawdopodobniej spowodowałoby przelanie się dużych mas wody przez ograniczający je wał morenowy lub wprost jego przerwanie, co zagroziłoby osadzie le Casset położonej u wylotu doliny potoku Petit Tabuc. By temu zapobiec, wiosną 1986 r. przekopano przez wał moreny sztuczny kanał, dzięki któremu znacząco obniżono poziom jeziora i zagrożenie, jakie ono sprawia. Kanał ten odprowadza obecnie stale nadmiar wody z jeziora. Według danych z lat 2006-2009 jezioro miało powierzchnię 3,99 ha, a objętość zgromadzonej w nim wody wynosiła ok. 356 tys. m³. Powstały po obniżeniu stanu wody drugi zbiornik (Lac d’Arsine 2), oddzielony od pierwotnego niskim wałem moreny środkowej posiada powierzchnię ok. 5,1 ha.

## Turystyka
Jezioro jest dostępne w ok. 30 min. łatwą, choć kamienistą ścieżką z przełęczy Arsine, przez którą przebiega popularny szlak turystyczny GR 54.